# خينكالي

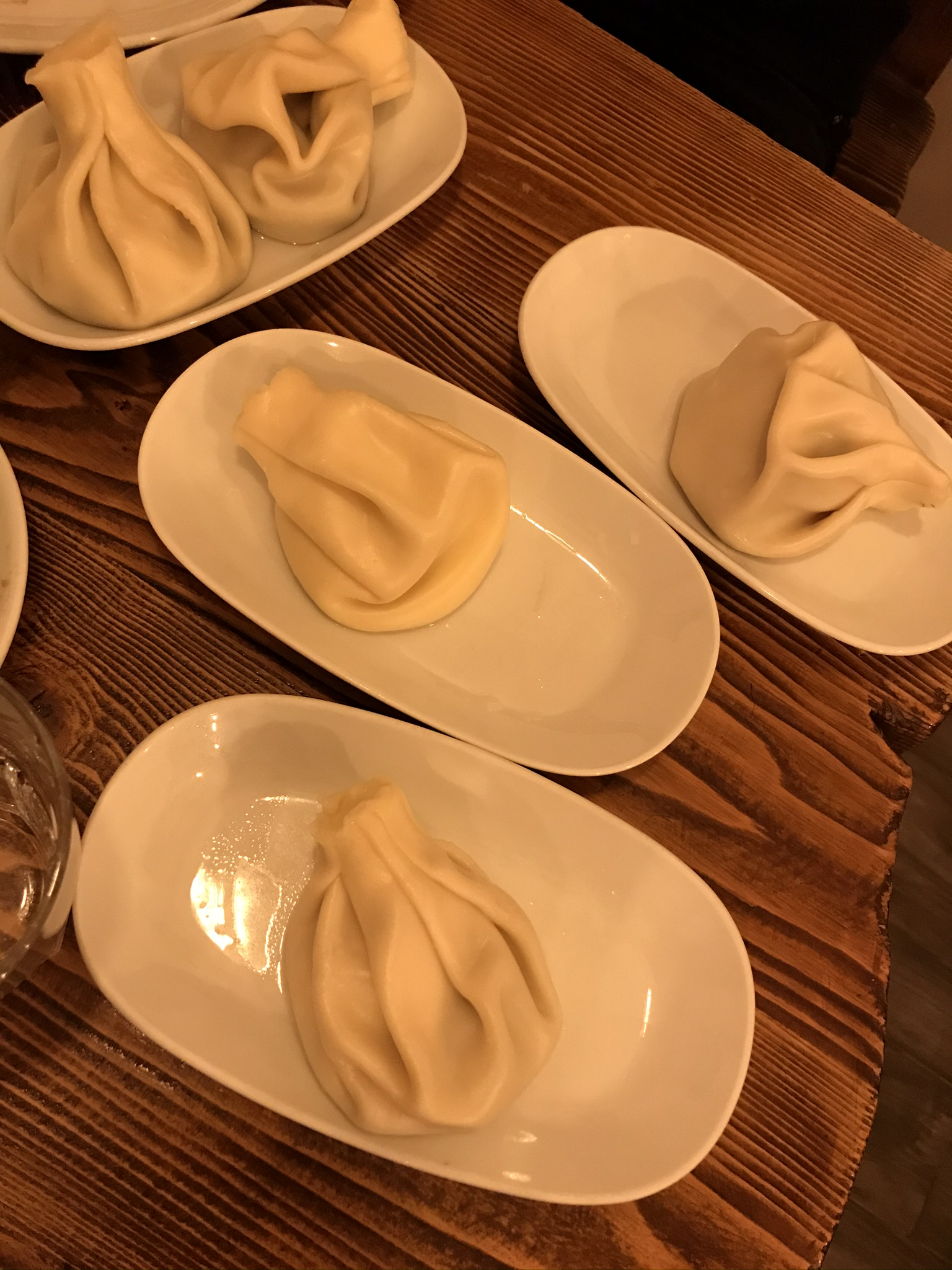
Chinkali, Georgia

خينكالي ((بالجورجية: ხინკალი)‏ ) هو طبق زلابية (لقيمات) من مطبخ جمهورية جورجيا، مصدره من مناطق بشافيا ومتيوليتي وخيفسوريتي الجبلية في جورجيا. ثمة وصفات مختلفة للخينكالي تنتشر في مناطق القوقاز.
إذ تختلف الحشوة من منطقة إلى أخرى. تتكون الوصفة الأصلية المسمّاة «خيفسورلي» من اللحم المفروم فقط (لحم ضأن أو بقر أو خنزير)، والبصل والفلفل الحار والملح وكمون. أما الوصفات الحديثة فتستخدم غالباً في المناطق الحضرية وتعرف باسم «كالاكوري» وتستخدم فيها الأعشاب كالبقدونس والكزبرة. في أذربيجان والمناطق ذات الأغلبية المسلمة تستخدم لحوم البقر والضأن فحسب. كما يضاف الفطر والبطاطا والجبن كبديل للحوم.
يؤكل الخينكالي كما هو أو مع الفلفل الأسود المطحون. تكون حشوة اللحم غير مطبوخة عند إعداد اللقيمات، عندما تطهى تبقى السوائل الناتجة عن طهي اللحم داخل اللقيمات. يضاف الماء أو المرق إلى اللحم المفروم أحياناً لإضافة عصارة أكثر. يؤكل الخينكالي أولاً بامتصاص السائل من داخل القطعة في أول لقمة وذلك منعاً لتدفقه مرة واحدة. يكون الجزء العلوي من اللقيمة حيث طيات العجينة أكثر صلابة ولا يفترض أن يؤكل، لكنه يترك في الطبق حتى يعرف كل شخص عدد الحبات التي أكلها. في جورجيا، تسمى هذه القمة العلوية بـ «كودي» وتعني القبعة (لغة جورجية: ქუდი, "hat") or k'uch'i (لغة جورجية: კუჭი, «معدة»).
ثمة أدبيات وقواعد إتيكيت تنتشر على نطاق واسع في جورجيا بخصوص طريقة تناول هذه اللقيمات، إذ يجب استخدام يد واحدة فقط لتناول هذه اللقيمات مباشرة، ولا يعتبر استخدام أدوات المائدة كالشوكة أمراً مهذباً.
تشتهر مدن دوشيتي وباساناوري ومحمية المدينة ومتحف متسخيتا تحديداً بهذا الطبق.

## وصلات خارجية
- وصفة خينكالي بالروسية (مع صور)
- وصفة خينكالي بالروسية
- فيديو لوصفة خينكالي بالإنجليزية